# الطوق (عين العرب)
الطوق قرية سوريّة تتبع إداريّاً لمحافظة حلب منطقة عين العرب ناحية صرين، بلغ تعداد سكانها 572 نسمة حسب التعداد السكاني لعام 2004.